# Перхурово (Чеховский район)
Перхурово — деревня в Чеховском районе Московской области, в составе муниципального образования сельское поселение Баранцевское (до 29 ноября 2006 года входила в состав Баранцевского сельского округа), деревня связана автобусным сообщением с райцентром и соседними населёнными пунктами.

## Население
| 2002 | 2006 | 2010 |
| ---- | ---- | ---- |
| 11   | ↗17  | ↗38  |

## География
Перхурово расположено примерно в 15 км (по шоссе) на юго-восток от Чехова, на левом берегу реки Лопасни, высота центра деревни над уровнем моря — 145 м. На 2016 год в Перхурово зарегистрировано 5 улиц и 2 проезда.

Традиционные русские деревянные дома в деревне Перхурово
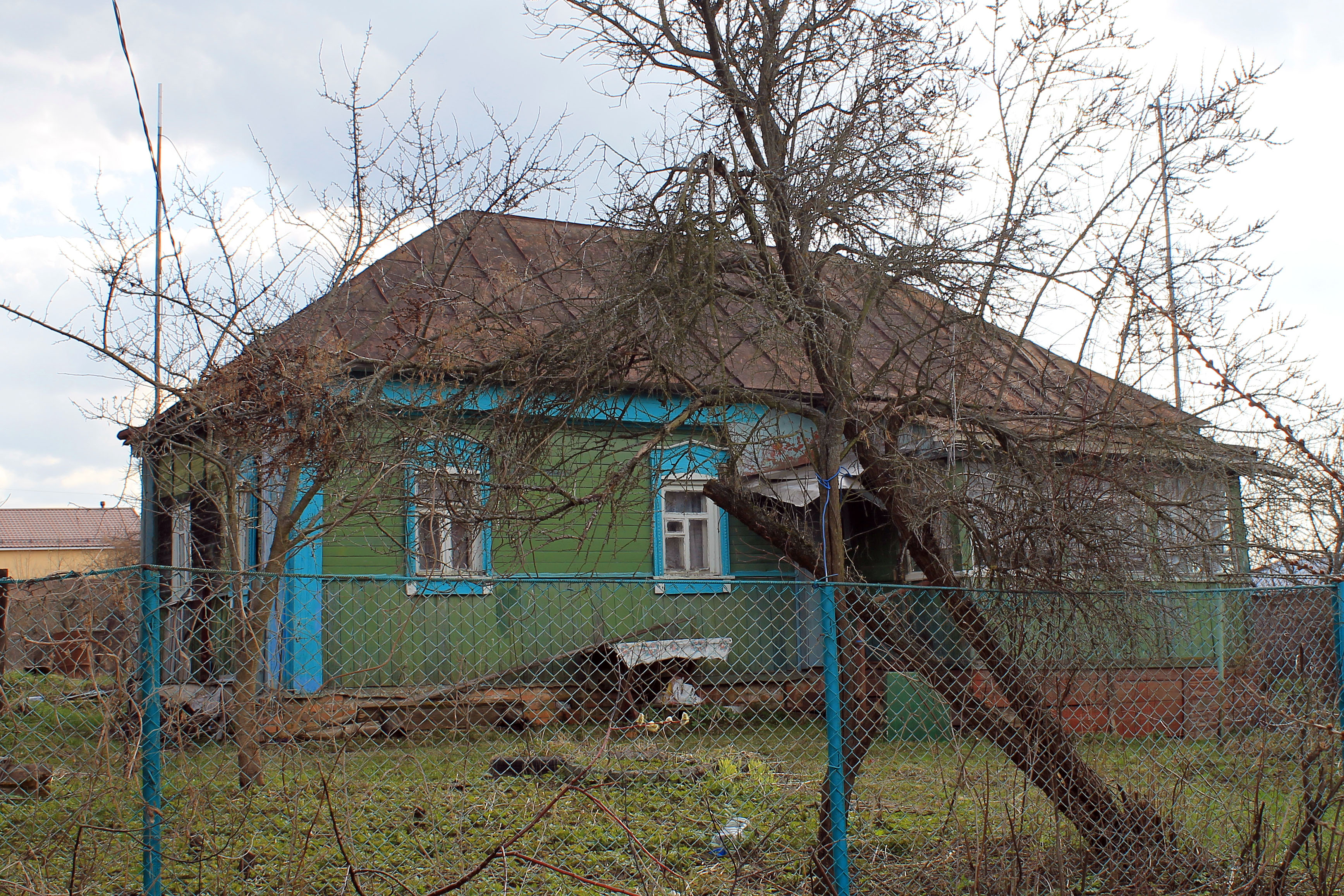
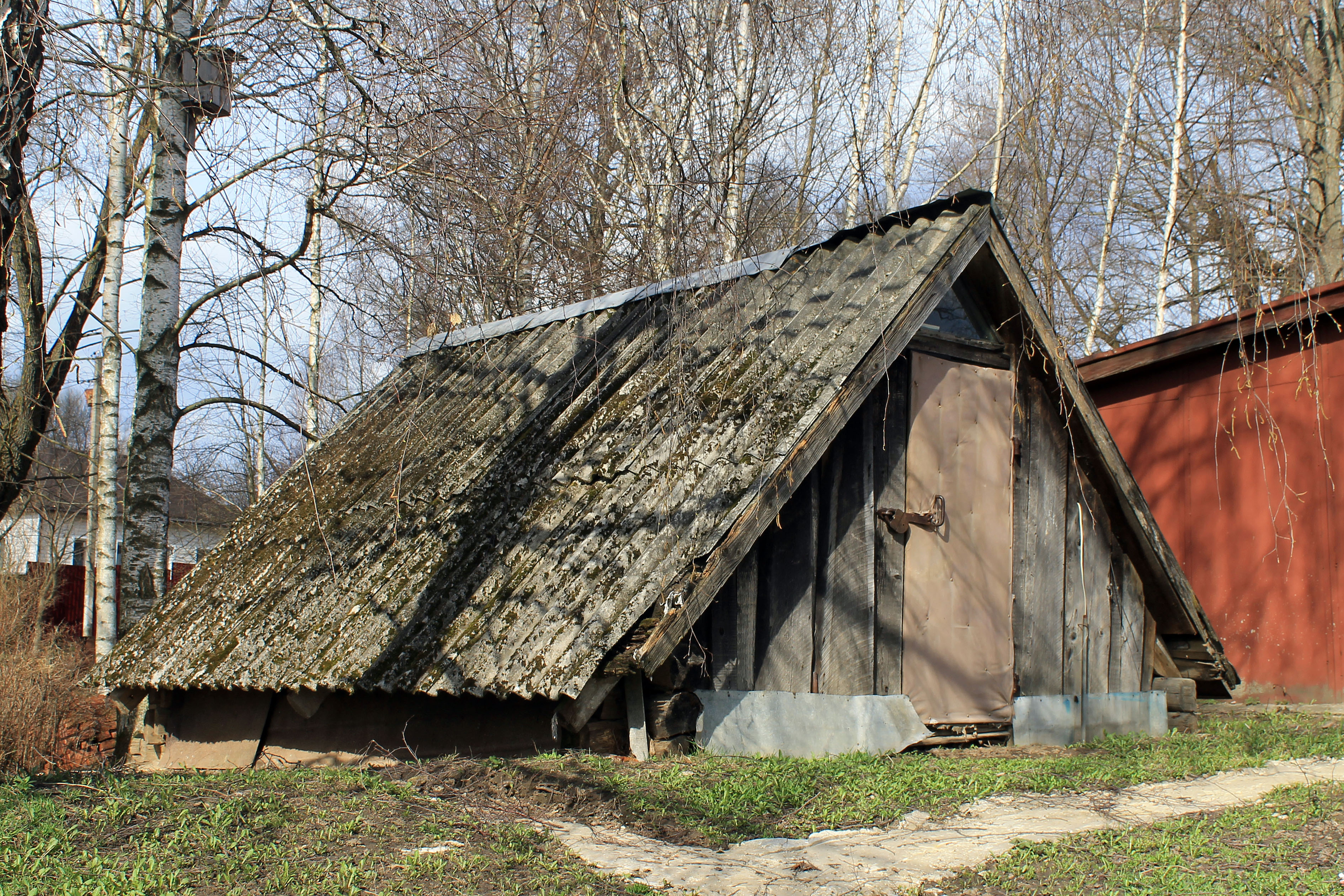
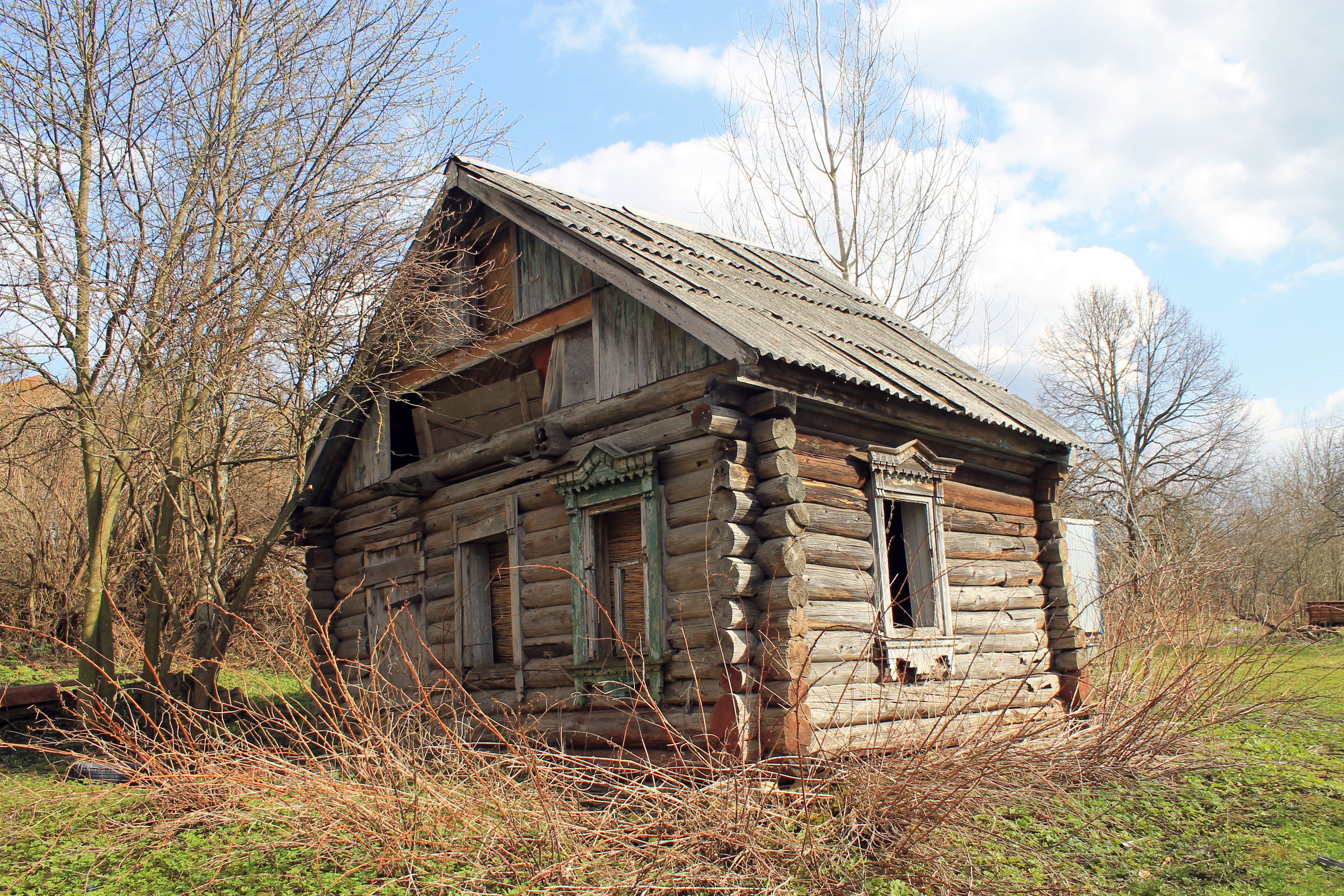
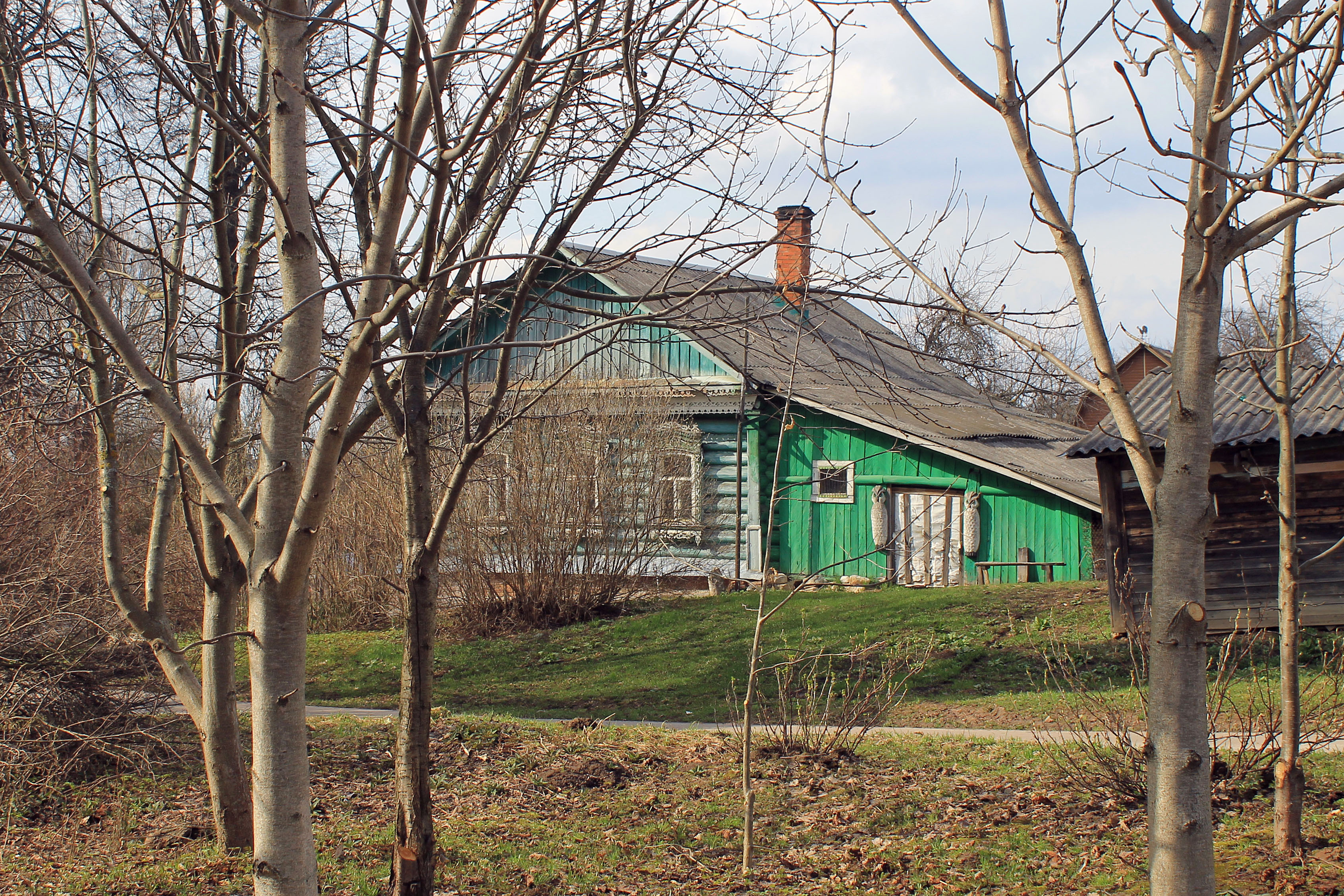